# Un hughenot
Un hughenot, de ziua Sfântului Bartolomeu, refuzând să se apere de pericol prin purtarea unui semn romano-catolic (1852) este o pictură de John Everett Millais. Titlu lung este, de obicei abreviat Un hughenot sau Un hughenot de ziua Sfântului Bartolomeu.
Acesta descrie o pereche de tineri îndrăgostiți într-o îmbrățișare. Subiectului familiar îi este dat o întorsătură dramatică pentru că „îmbrățișarea” este de fapt o încercare a fetei de a-l face pe iubitul ei să poarte o banderolă albă, declarându-și credința față de romano-catolicism. Tânărul trage ușor banderola cu aceeași mână cu care o îmbrățișează pe fată. Incidentul se referă la masacrul din ziua Sfântului Bartolomeu din anul 1572, când protestanții francezi (hughenoți) au fost masacrați în Paris, ceea ce a dus la alte masacre în alte părți din Franța. Un număr mic de protestanți au evadat din oraș purtând banderole albe.
Millais planificase inițial să descrie iubiți, dar a fost convins de colegul său pre-rafaelit William Holman Hunt că subiectul era prea banal. După ce a văzut opera lui Giacomo Meyerbeer Les Huguenots, care spune povestea masacrului, Millais a adaptat pictura pentru a se referi la eveniment. În operă personajul Valentine, încearcă, de asemenea fără succes, să îl convingă pe iubitul ei Raoul să poarte banderola. Alegerea unui subiect pro-protestante era, de asemenea, semnificativ întrucât pre-rafaeliții fuseseră anterior atacați pentru presupusele lor simpatii pentru Mișcarea Oxford și pentru catolicism.
Unele dintre flori prezentate în scenă se poate să fi fost alese din cauza interesului contemporan în așa-numiteul limbaj al florilor. Clopoțeii albaștrii din stânga, de exemplu, pot reprezenta credința și statornicia.
Tabloul a fost expus împreună cu Ofelia în 1852, și a contribuit la schimbarea atitudinii față de pre-rafaeliți. Tom Taylor a scris o recenzie extrem de pozitivă în Punch. Pictura a fost reprodusă ca o gravură, care a devenit astfel primul mare succes al lui Millais. Ca urmare Millais a continuat să realizeze o serie de alte picturi pe teme similare.